# Willenskraft
Willenskraft è il quinto album in studio del gruppo musicale tedesco Atrocity, pubblicato nel 1996 dalla Massacre Records.

## Tracce
1. Intro – 1:19
2. Scorching Breath – 3:04
3. Deliverance – 4:36
4. Blood Stained Prophecy – 2:46
5. Love Is Dead – 7:30
6. We Are Degeneration – 3:43
7. Willenskraft – 4:05
8. For Ever and a Day – 6:25
9. Seal of Secrecy – 7:13
10. Down Below – 4:09
11. The Hunt – 1:44

## Formazione
- Alexander Krull – voce
- Mathias Röderer – chitarra
- Thorsten Bauer – chitarra
- Chris Lukhaup – basso
- Michael Schwarz – batteria